# The Elder Scrolls
The Elder Scrolls és una sèrie de videojocs de rol característic per la seva gran llibertat en el plantejament i gran extensió territorial. En aquesta sèrie el jugador participa en la història del continent Tamriel prenent part fonamental en els esdeveniments, normalment de caràcter apocalíptic, de cada era. Cada episodi simbolitza un Elder Scroll, que ve a ser un pergamí on queden escrites les gestes del jugador. Aquests pergamins existeixen des del primer Imperi creat. La tradició d'aquest joc dicta que l'heroi al qual dona vida el jugador comenci com un simple presoner, resultant alliberat d'una o altra forma en els primers compassos del joc i atorga d'aquest mateix moment total llibertat per seguir la història principal o explorar el món i realitzar multitud de missions i tasques secundàries. Aquesta llibertat d'acció per al jugador ha donat un gran renom a aquesta sèrie. Els videojocs de la sèrie The Elder Scrolls es subtitulen normalment segons el lloc on es desenvolupen, per exemple The Elder Scrolls III:Morrowind.

## Història
The Elder Scrolls es divideix en 5 jocs principals :

### The Elder Scrolls: Arena (1994)
Aquí s'iniciava la història de l'imperi d'Uriel Septim VII. El jove emperador és traït per un mag guerrer de la cort anomenat Jagar Tharn. Aquest traïdor envia a l'emperador a una estranya dimensió creada per ell mateix, i aprofita per suplantar la seva identitat, iniciant així un regnat fosc. La nostra missió serà exercir el paper d'enviat dels déus per desemmascarar el fals emperador i rescatar l'autèntic Uriel Septim.
El joc oferia una llibertat mai vista fins al moment en un videojoc. Podíem passejar per tot l'imperi fent el que més ens vingués de gust. Entrar a les típiques masmorres, ajudar els ciutadans, salvar viatgers o cercar una feina són només alguns dels exemples. Tot i no destacar pels seus gràfics, bastant mediocres, va sorprendre la seva interessant línia argumental i la seva llibertat absoluta pel gegantí escenari. Com a curiositat, en principi Bethesda Softworks desenvolupadora del joc, el va orientar com un joc d'acció sobre gladiadors que viatjaven ciutat per ciutat a la recerca de la glòria.

### The Elder Scrolls II: Daggerfall (1996)
En la segona entrega el nostre personatge és enviat a la Província de High Rock, la part més occidental de Tamriel i terra natal dels Bretons i Orcos. Estem allà per ordre directa del mateix Uriel Septim per complir dos objectius: portar una carta a un Fulla (cavaller al servei de l'emperador) de la cort de la ciutat de Daggerfall, i alliberar un rei fantasma les intencions desconeixem al principi. La situació es complica quan Fulla ens "convida" a ajudar en la recerca d'una clau per ressuscitar al Numidium, un estrany robot gegant que guarda un gran poder per l'imperi.
El joc és el més extens de tots, tant per la línia argumental com pel mapejat (High Rock posseeix, almenys, el doble de grandària del Regne Unit). Era molt més profund que Arena, i augmentaven els detalls. Ens presentava també uns vius escenaris molt bons per l'època. Disposava de milers de masmorres i coves per visitar, i més de 750.000 personatges amb els quals interaccionar, des de pobletans fins cavallers. El joc podia ser excessivament extens per a un jugador novell. A més aquest lliurament afegia cinc finals diferents.
Abans de l'aparició del tercer lliurament Bethesda va crear dos jocs basats en el món de Tamriel: An Elder Scrolls Legend : Battlespire i The Elder Scrolls Adventure: Redguard. En Battlespire se'ns presentaven combats contra diferents monstres en masmorres. Redguard era un joc d'aventures on encarnàvem a un guarda vermell que tornava a casa després de moltes batalles. Tots dos jocs van trencar l'estil de jocs de rol de la saga, i van gaudir de gran qualitat.

### The Elder Scrolls III: Morrowind (2002)
Aquest lliurament que va atreure més jugadors gràcies a la profunditat de la seva trama. A les terres de Morrowind, més concretament al Gran Ducat de Vvardenfell, un antic mal ressorgeix. Dagoth - Ur, un malvat déu que havia estat combatut antany per les Cases Chimer (Baixos Elfs, predecessors dels Dunmer o Elfs Foscos), havia tornat del seu llarg somni. Tots els seus aliats i seguidors es preparaven per tornar a servir al seu amo. La gent temia per la seva vida i no hi havia esperança. Per sort, arriba el nostre personatge a l'illa. No sap ni qui és ni d'on ve. A poc a poc descobrirà que és el Nerevarine (qui posseeix l'ànima de Nerevar Indoril, l'únic capaç de derrotar Dagoth - Ur en el passat) per combatre la maldat de Dagoth - Ur i els set vampirs que li servien.
Presentava un món enorme i detallat, la possibilitat d'editar el personatge i l'aparició de la càmera en tercera persona van fer d'aquest joc una obra mestra. Existien diferents línies argumentals a part de la principal. Podíem unir-nos a quatre gremis, servir a la guàrdia imperial o fer-nos mercaders per acumular la major fortuna possible. Les possibilitats eren infinites. Tot això juntament amb la impressionant quantitat de "mods" que van aparèixer, van fer que Morrowind fos guardonat Game of the year de 2002.

#### The Elder Scrolls III: Tribunal
The Elder Scrolls III : Tribunal 2002 és una expansió oficial de Morrowind.
Pren lloc immediatament després de la trama principal de Morrowind, a la ciutadella de Mournhold, on el nostre personatge arriba després d'un intent per assassinar-lo.
Encara que no és un lloc gran, continuen la història que falta de Morrowind, presentant amb l'assassinat de Sotha Sil, i la bogeria de Almalexia, dos dels déus vivents de Morrowind.

#### The Elder Scrolls III: Bloodmoon
The Elder Scrolls III : Bloodmoon 2003 és una expansió oficial de Morrowind.
Afegeix una illa al nord, anomenada "Solstheim", i una trepidant trama en la qual haurem de triar de quin costat estar, els vilatans Nòrdics de la Tribu Skaal, o ser un Licàntrop assedegat de sang, encara que arribarem a un final comú, l'enfrontament amb Hircine, el príncep Daédric de la cacera, al qual haurem d'enfrontar, per poder sobreviure i acabar amb la " Lluna de Sang".

### The Elder Scrolls IV: Oblivion (2006)
Es desenvolupa a Cyrodiil (Província central de l'Imperi de Tamriel), Ciutat Imperial (Capital de l'Imperi de Tamriel) i en part de Deadlands (plànol de Oblivion pertanyent a Mehrunes Dagon), lloc dels Oblivion (The Elder Scrolls). Rebrem la visita del mateix Uriel Septim en la nostra cel·la, que ens dirà que som els elegits per salvar Tamriel de la invasió Daedra, provinent de  Oblivion (el pla on hi ha els prínceps Daédrics). Després d'aquestes paraules, serem testimonis de la mort de l'emperador a mans d'una estranya germanor anomenada el "Alba Mític". A partir d'aquí el nostre personatge iniciarà una gran aventura per tancar les portes de  Oblivion i trobar l'hereu del tron de Tamriel per destruir l'Alba Mític.
El món torna a ser gegantí, amb unes majestuoses ciutats cadascuna amb la seva pròpia història i problemes. La seva gran qualitat gràfica, amb uns escenaris molt variats i els diversos gremis donen molta varietat al joc. Va ser coronat "Game of the Year" de 2006.

#### The Elder Scrolls IV: Knights of the Nine
The Elder Scrolls IV: Knights of the Nine (Cavallers dels Nou, 2006) és una expansió oficial de  Oblivion. Sent el protagonista el mateix que el del joc original, en aquesta expansió ens toca evitar el retorn d'un vil rei bruixot Ayleid (Proto-Elfs, una raça que en el passat va dominar gran part de Tamriel, fundant el primer Imperi que va esclavitzar els humans) denominat "Umaril l'Impetuós", derrotat en la Primera Era. Només convertint-nos en el Croat dels Déus i reunificant als Cavallers dels Nou podrem aturar aquesta invasió.

#### The Elder Scrolls IV: Shivering Isles (2007)
The Elder Scrolls IV: Shivering Isles (2007) és una expansió oficial de  Oblivion. En aquesta ocasió ens posem al servei de  Lord Sheogorath, el príncep Daédric de la bogeria, que governa Shivering Isles, un plànol de  Oblivion completament diferent al qual es veu en la campanya original (Deadlands). Lluny de ser un lloc d'aspecte infernal, Shivering Isles és un paratge boscós i colorista habitat per tota mena de criatures embogides.

### The Elder Scrolls V: Skyrim (2011)
Basat en les novel·les de JRR Tolkien, llançat per Bethesda Softworks l'11-11-11 (11 de novembre de 2011) i guanyador com a joc de l'any pels Video Game Awards 2011 donant també a Bethesda Softworks el premi com a millor estudi,  The Elder Scrolls V ens porta a la terra que és bressol i llar dels nòrdics: Skyrim.
Els successos que esdevenen en aquest lliurament tenen lloc 200 anys després dels fets deThe Elder Scrolls IV : Oblivion. L'Imperi és obligat pel tractat de pau conegut com el Concordat Blanc i Daurat després de la  Gran Guerra contra el Domini Aldmer a prohibir el culte i adoració  Talos, el primer emperador de la Dinastia  Septim que a més va pujar a déu. No obstant això, els Nòrdics no toleren la prohibició de l'adoració d'un dels seus herois i protector de la humanitat, pel que en Skyrim passa un  Guerra Civil entre dos bàndols: la Legió Imperial Nòrdica i els Capes de la Tempesta (els Nòrdics que lluiten per la independència del Regne de Skyrim).
No obstant això, la  Guerra Civil no serà l'única cosa que preocupi als habitants de Skyrim, ja que els Dracs, que es creien extingits, han tornat, devastant pobles i ciutats, i algú haurà afrontar-les.
Skyrim és la regió més septentrional del continent de Tamriel. Aquesta Província fa frontera amb Morrowind per l'est,  Cyrodiill pel sud, Hammerfell al sud-oest i High Rock per l'oest. Té diferents tipus de terreny incloent plans de tundra, boscos, terres altes i zones muntanyoses. És la regió més escarpada del continent i disposa de les quatre muntanyes més altes de tot Tamriel. Només en les zones de l'oest hi ha algunes zones de terra baixa on resideix la major part de la població. Disposa d'un clima fred i nevat.
Va ser coronat "Game of the year" de 2011 entre altres nombrosos premis i ha obtingut excel·lents notes tant per crítica com per públic, com un 10 /10 en Meristation o 40/40 a Famitsu, sent el segon joc de rol d'acció occidental a aconseguir-ho.

#### The Elder Scrolls V: Dawnguard (2012)
És la primera expansió oficial de Skyrim, que té lloc després de la mort de Alduin, el Déu Drac, fill de Akatosh. La història gira entorn del descobriment d'una V  ampiresa anomenada Serana, filla de  Lord Harkon (un dels vampirs més antics en Tamriel), i d'un segon Elder Scroll. En traslladar a Serana al castell Volkihar decideixes si acceptar la recompensa pel retorn de l'estimada filla de Harkon o rebutjar-lo, a acceptar t'uneixes a les línies de batalla  vampíricas convertint en un Senyor Vampir mentre que la rebutjar segueixes en el bàndol de la Dawnguard (una ordre de caça - vampirs). La intenció de  Lord Harkon és bloquejar permanentment el sol, cosa que fins als vampirs aliats a ell el consideren un greu error.
En aquesta expansió del joc s'agreguen noves armes com la ballesta i enemics com el Reverent Dragon i Legendary Dragon.
A través d'aquesta expansió succeeixen esdeveniments importants per Tamriel com el descobriment dels últims dos elfs de les neus i un tercer Elder Scroll.

#### The Elder Scrolls V: Hearthfire (2012)
En Hearthfire ens brinden l'oportunitat de construir la nostra casa, construint des dels fonaments. Per poder realitzar aquesta acció has de ser nomenat Thane de les comarques: El pàl·lid, Falkreath i la Marca de Hjaal, si ets Thane d'alguna d'aquestes regions tindràs l'opció de comprar un terreny on es podrà edificar la teva propietat amb diverses varietats de formes des armeries, cuines, dormitoris, fins a sales de trofeus, torres, hivernacles, etc. A més de la construcció també es podrà adoptar nens per a això simplement necessites una casa amb un dormitori infantil. Aquesta expansió de Skyrim no disposa de cap contingut d'ampliació de mapa ni noves missions, històries ni armadures, simplement és una expansió que ens dona una oportunitat creativa i així ampliar les diverses opcions que ens dona Skyrim.

#### The Elder Scrolls V: Dragonborn (2013)
La tercera expansió de la cinquena entrega de la saga de The Elder Scrolls, la trama transcorre al voltant de la reaparició de Miraak, el primer Dragonborn, que intenta conquerir Tamriel valent-se dels coneixements atorgats pels Llibres Negres, artefactes daédricos portadors de coneixement arcà de Hermaeus Mora, el príncep Daédrico de l'ocult. En aquesta aventura el nostre personatge aprendrà nous Crits i nou coneixement per vèncer a la seva archinémesis. Aquesta expansió ens porta de tornada a  Illa de Solstheim amb novetats com la capacitat de domesticar i muntar dracs, així com noves missions, armadures i encanteris que van provocar la nostàlgia dels seguidors de Morrowind.

### The Elder Scrolls Online (2014)
Aquest encara es troba en fase de desenvolupament, serà un MMORPG i estarà ambientat 800 anys abans de la Crisi de Oblivion. Disponible per PC,  Mac,  XBOXONE i  PS4.

### Altres videojocs
A part de la història central hi ha més jocs :
- The Elder Scrolls Legends : Battlespire (1997)
- The Elder Scrolls Adventures : Redguard (1998)
- The Elder Scrolls Travels : Dawnstar (2003)
- The Elder Scrolls Travels : Stormhold (2004)
- The Elder Scrolls Travels : Shadowkey (2004)
- The Elder Scrolls : Oblivion Mòbils (2006)

En els quatre anys de gestació que van trigar a Bethesda per crear la quarta part, van aparèixer dos videojocs per a mòbil basats en l'univers Elder Scrolls : The Elder Scrolls Travels: Dawnstar i The Elder Scrolls Travels : Stormhold. També va aparèixer un videojoc per a la consola portàtil N- Gage, The Elder Scrolls Travels : Shadowkey.

## Entorn

### Llocs

#### Nirn
La saga sempre pren lloc al Planeta de Nirn. El món de The Elder Scrolls posseeix una detallada estructura de diverses societats, cultures i religions, cadascuna moguda per una base històrica acurada. És possible llegir llibres dins del mateix joc i també tenir converses profundes (es pot parlar amb gairebé tots els personatges del joc). Nirn és coneguda com a  Mundus, Terra Mortal, i es divideix en diversos continents, principalment Tamriel.

#### Tamriel en la tercera era
Tamriel està formada per 9 províncies i 2 ciutats estat (La Ciutat Imperial i Orsinium):
- ' Argonia ' ( Ciénega Negra ) - Llar dels Argonianos, la seva capital és Lilmoth.
- [ [ Cyrodiil ] ] - Llar dels Imperials, la seva capital és Kvatch.
- ' Elsweyr ' - Llar dels Khajiitas, la seva capital és Torval.
- ' Hammerfell ' - Llar dels Redguards, la seva capital és Sentinel.
- ' High Rock ' - Llar dels Bretons i els Orsimer (Elfos Orcos), la seva capital és Daggerfall.
- [ [ Morrowind ] ] - Llar dels Dunmer (Elfos Foscos), la seva capital és Mournhold.
- [ [ Skyrim ] ] - Llar dels Nòrdics, la seva capital és Solitud.
- ' Summerset Isle ' - Llar dels Altmer (Alts Elfs), la seva capital és Alinor.
- ' Valenwood ' - Llar dels Bosmer (Elfos del Bosc), la seva capital és Falinesti.
- ' Orsinium ' - Llar dels Orsimer (ciutat- estat que es troba dins dels territoris de High Rock).
- 'Ciutat Imperial ' - Capital de l'Imperi de Tamriel, es troba al centre del continent i és la llar de l'Emperador, del Canceller Suprem de Cyrodiil i del consell d'ancians.

#### Tamriel en la quarta era
Durant la quarta era l'Imperi de [ [ Tamriel ] ] pateix una separació, per a l'any 201 4E ja hi ha quatre estats sobirans, i un estat en litigi mitjançant una guerra civil.
- ' Imperi de Tamriel ' - Conformat per les províncies de Cyrodiil, High Rock i la meitat de Skyrim (guerra civil), la seva capital és Ciutat Imperial.
- ' Domini Aldmer ' - Conformat per les províncies de Summerset Isle, Valenwood i Elsweyr, la seva capital és Alinor.
- ' Estat Argoniano ' - Conformat per les províncies de Argonia i Morrowind (exceptuant els territoris de Solstheim i Vvardenfell), la seva capital és Lilmoth.
- ' Estat de Hammerfell ' - Conformat per la província de Hammerfell, la seva capital és Sentinel.
- ' Regne de Skyrim ' - Conformat per la meitat de la província de Skyrim (guerra civil), la seva capital és Windhelm. (Costat capa de la tempesta, costat imperial solitud)

##### Territoris sense estat
- ' Vvardenfell  ' - Va ser destruït durant l'erupció de la Xarxa Mountain, l'any 5 4E .
- ' Solstheim  ' - Després de la invasió de l'Estat Argoniano cap a la província de Morrowind i cessió de l'illa als refugiats Dunmer per part del Rei Suprem de Skyrim, l'illa de Solstheim queda sense nació com una colònia autònoma.

### Races
' Dunmer (Elfos Foscos) '
Són grans practicants de la màgia, generalment de la nigromància i la destrucción.Tiene una resistència al foc natural.
 ' Dwemer (Elfos de les Profunditats) '
Aquesta raça va viure en els subterranis construïts per ells, es caracteritza pel seu alt nivell d'enginyeria. Van acceptar refugiats dels  Elfs de les Neus, als que van esclavitzar i més tard van trair i van enverinar.
 ' Falmer (Elfos de les Neus) '
D'aquesta raça d'elfs no se sap molt, llevat que van ser massacrats pels Nedé (avantpassats dels Nòrdics i Imperials) i els pocs supervivents van fugir a viure amb els Dwemer qui els van esclavitzar, i els van enverinar convertint-los en bèsties cegues, els  Neo - Falmers.
 ' Bosmer (Elfos del Bosc) '
Els Bosmer són elfs que, com el seu nom indica, habiten i cacen en els boscos de Valenwood. Es diu que són un producte de la unió entre Nedé i  Ayleds.
 ' Orsimer (Elfos Orcos) '
Grans i furiosos guerrers que són famosos per la seva ferocitat i atac en el combat, són nadius de les muntanyes Dragontail i Wrothgaria, però van ser expulsats de la seva terra natal per Bretons i Redguards. Actualment viuen a la ciutat -estat de Orsinium.
 ' Altmer (Alts Elfs) '
Els Altmer, com se'ls coneix a la seva terra natal, les Illes Summerset, són els més fortament dotats en les arts arcanes de totes les races.
 ' Redguards '
Provenen de la Província de Hammerfell. Han baixat d'una llarga línia de guerrers i savis místics. Explica la llegenda que els Redguards són innatament més competents en les armes que qualsevol altra raça. Ells són excel·lents en totes les arts referents a l'espasa i l'escut.
 ' Argonianos '
Poc i menys se sap sobre els habitants de Argonia. Anys de defensa de les seves fronteres han fet als Argonianos experts en la guerra de guerrilles, i les seves habilitats naturals els fan iguals tant en terra com en aigua.
 ' Bretons '
Es diu que els Bretons descendeixen de la creua entre  Ayleds i Nedé, en un intent de crear una raça superior. Habiten la Província de High Rock.
 ' Khajiitas '
Són homes - tigre que habiten a la Província de Elsweyr. Als Khajiitas, juntament amb els Argonianos, se'ls coneix com les races-bèsties de Tamriel.
 ' Nòrdics '
Els Nòrdics són una raça d'humans alts i de rossos cabells que habiten a la Província de Skyrim, coneguts per la seva increïble resistència al fred i als encanteris gelats. Són guerrers entusiastes, i actuen com a soldats, mercenaris, mercaders i ferrers al voltant de tot Tamriel. Desitjosos d'augmentar les seves habilitats marcials més enllà dels mètodes tradicionals de Skyrim, sobresurten en tota mena de guerra.
 ' Imperials '
Naturals de la civilitzada i cosmopolita Província de Cyrodiil, els Imperials són molt educats i ben parlats. També són coneguts per la disciplina i l'entrenament dels exèrcits dels seus ciutadans.